# Android 15
O Android 15 é um sistema operacional móvel (SO) baseado no Linux, sendo o décimo quinto lançamento principal e a 35ª versão do sistema operacional Android lançado em 3 de setembro de 2024, desenvolvido pelo consórcio Open Handset Alliance liderada pela empresa estadunidense Google.

## História

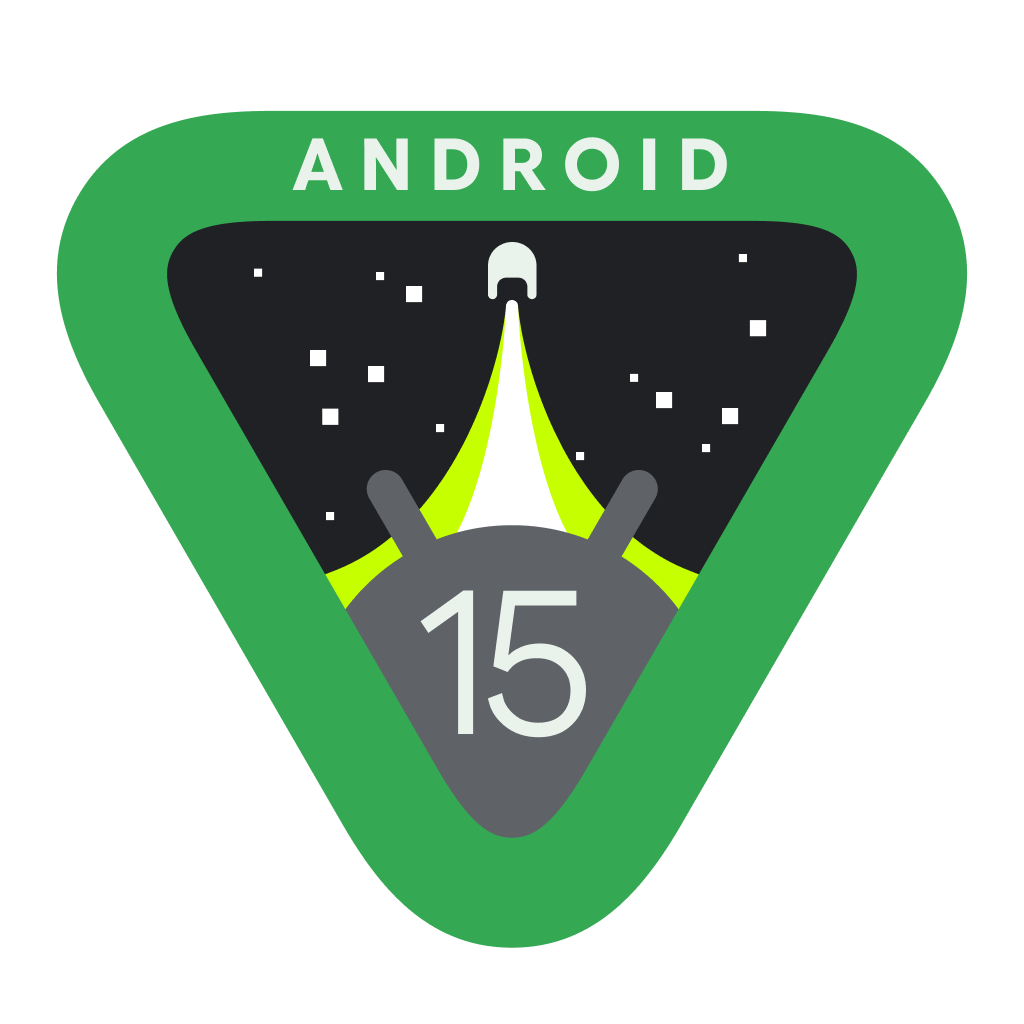
Logotipo do Android 15 para as versões Developer Preview e Beta

O Android 15 (codinome interno Vanilla Ice Cream) foi apresentado em diversas partes do código-fonte da versão anterior. Em 16 de fevereiro de 2024 foi liberada a versão prévia do desenvolvedor (Developer Preview), inicialmente estava disponível para a série de smartphones Google Pixel, do modelo 6 ao 8 Pro (incluindo o Fold e o Tablet). Foi planejado a lançar duas versões adicionais, culminando na versão beta em abril do mesmo ano. Ja a versão estável (versão final do usuário) foi lançada em 3 de setembro do mesmo ano.
Posteriormente a atualização chegou em telemóveis Samsung, Asus Motorola, Xiaomi, Realme e Fairphone.

## Características

### Adição de recursos
Dentre as novidades está a reintrodução da hospedagem dos ecrãs de widget de bloqueio, com base em experimentos específicos de interface de usuário projetados para tablets no modo dock, que havia sido retirado no Android 5.0.
Uma nova aba deve ser destinada a exibir dados para checar a vida útil do aparelho e ajudar a indicar quando é preciso trocá-lo.
O modo de exibição de aplicativos de borda-a-borda (edge-to-edge mode), deve forçar por padrão aplicativos a tomarem todo o ecrã (usar toda a largura e altura da tela), incluindo a barra de status superior e a barra de navegação inferior.
Linhas do primeiro código do primeiro beta do Android 14 QPR3 trarão o modo otimizado, a fim de uma "melhor legibilidade" ao ampliar ícones, texto e adicionar botões de navegação na barra inferior do ecrã.
Para a prévia de desenvolvedor, a atualização no sistema Health Connect adiciona o suporte ao fornecimento de novos tipos de dados de condicionamento físico, nutrição e serviços de saúde.

## Versões
- Versão prévia do desenvolvedor:[16][9]
  - Prévia do desenvolvedor 1 (DP1), em 16 de fevereiro de 2024;[16][9]
  - Prévia do desenvolvedor 2 (DP2), em 21 de março de 2024;[17][9]
- Versão beta:[18][9]
  - Beta 1, em 11 de abril de 2024;[18][9]
  - Beta 2, em 15 de maio de 2024;[19][9]
  - Beta 3, em 18 de junho de 2024;[20][9]
  - Beta 3.1, em 1 de julho de 2024;[9]
  - Beta 4, em 18 de julho de 2024;[21][9]
  - Beta 4.1, em 29 de julho de 2024;[9]
  - Beta 4.2, em 13 de agosto de 2024;[9]
- Versão final, em 3 de setembro de 2024.[3][9]

## Recepção
Após o Android 13 se fomentou o suporte aos recursos mais recentes, exigindo que desenvolvedores usem a última atualização das API a fim de diminuir riscos.
Diante das preocupações com a fragmentação entre fabricantes e modelos de dispositivos, a Google firmou laços de integração no software e hardware do Android com a Samsung.